# The Criminal Code
The Criminal Code è un film muto del 1914 diretto (non accreditato) da William Desmond Taylor. Prodotto dalla Balboa, era interpretato oltre che dallo stesso Taylor, da Neva Gerber, Jack Bryce, Daniel Gilfether, Gypsy Abbott.

## Trama
La sedicenne Betty scappa dagli abusi che subisce nell'orfanotrofio dove è stata allevata. Trova rifugio e affetto presso Francis Seeman, un ladro gentiluomo che la adotta. La fa studiare ma, dopo che la ragazza si è diplomata, Seeman pretende che lei intraprenda la vita criminale, aiutandolo a rubare una preziosa collana che appartiene alla sua amica Gladys. Betty si rifiuta e Seeman, furioso, tenta di strangolarla. Lei, difendendosi, lo colpisce con uno spillone e fugge, convinta di averlo ucciso. L'uomo, però, non è morto e, quando si riprende, accusa Betty di essere la sua complice.
La ragazza si è rifugiata in una cittadina dove gli abitanti guardano con sospetto la nuova arrivata. Betty, che ha fatto amicizia con Roger Neville, un giovane avvocato, e ha adottato un orfano, vede la sua foto pubblicata sul giornale che la descrive come una nota ladra di gioielli. Seguendo il consiglio di Roger, Betty affronta il processo in tribunale, riuscendo a dimostrare la propria innocenza. Seeman, invece, verrà condannato a una lunga pena detentiva.

## Produzione
Il film fu prodotto dalla Balboa Amusement Producing Company

## Distribuzione
Distribuito dalla Box Office Attractions Company, il film uscì nelle sale cinematografiche statunitensi il 28 settembre 1914.
Non si conoscono copie ancora esistenti della pellicola che viene considerata presumibilmente perduta.